# NGC 6741
NGC 6741 (другие обозначения — PK 33-2.1, J 475) — планетарная туманность в созвездии Орёл.
Этот объект входит в число перечисленных в оригинальной редакции «Нового общего каталога».